# SK 허브 스카이 (남산동)
남산동 SK 허브 스카이(영어: Namsan-dong SK Hub Sky)는 대한민국 대구광역시 중구 남산동에 위치한 아파트 단지다.